# Lars Agersted
Lars Agersted (født 9. maj 1987) er en dansk tidligere håndboldspiller, der senest spillede for Ajax København i 1. Division. Nordsjælland Håndbold i Håndboldligaen. Han kom til klubben i 2010 fra  ligarivalerne TMS Ringsted. Han har tidligere spillet i GOG Svendborg TGI.
Han indstillede karrieren i 2014.

## Eksterne links
- Spillerinfo